# ビー・ケアフル・ウィズ・マイ・ハート
『ビー・ケアフル・ウィズ・マイ・ハート』（原題:Be Careful With My Heart）は、フィリピンのテレビドラマ。ABS-CBNで2012年7月9日から2014年11月28日まで放送された。
タイトルの意味は「私の心に気をつけて」。

## 登場人物
マヤ・デラ・ローザ・リム
演：ジョディ・サンタ・マリア
リチャード「サーチーフ」リム
演：リチャード・ヤップ
アビゲイル・ルース「アビー」リム
演：ムティア・オルキア
ニッキ「ニック・ニック」グレース・リム
演：ジャネラ・サルバドール
ルーク・アンドリュー・リム
演：ジェローム・ポンセ